# Glossamia abo
Glossamia abo és una espècie de peix pertanyent a la família dels apogònids.

## Hàbitat
És un peix d'aigua dolça, demersal i de clima tropical.

## Distribució geogràfica
Es troba a Papua Nova Guinea.

## Observacions
És inofensiu per als humans.